# 小野木孝治
小野木孝治（1874年—1932年12月18日），日本建築師，1899年畢業於東京帝大建築科，於1904年任職於臺灣總督府營繕課，第一個作品是日本赤十字社台灣支部與醫院（二次大戰後曾為國民黨中央黨部，現已改建），此外還有1906年的新竹廳廳舍（1920年改為新竹郡役所廳舍）和宜蘭廳廳舍（1920年改為宜蘭郡役所廳舍）。1909年的臺灣總督府中央研究所（1989年改建為中央聯合辦公大樓），而在這建築物落成後，被關東州大連的南滿洲鐵路株式會社請去設計滿鐵大連醫院，當時該醫院是東亞最先進且規模最大的綜合醫院。

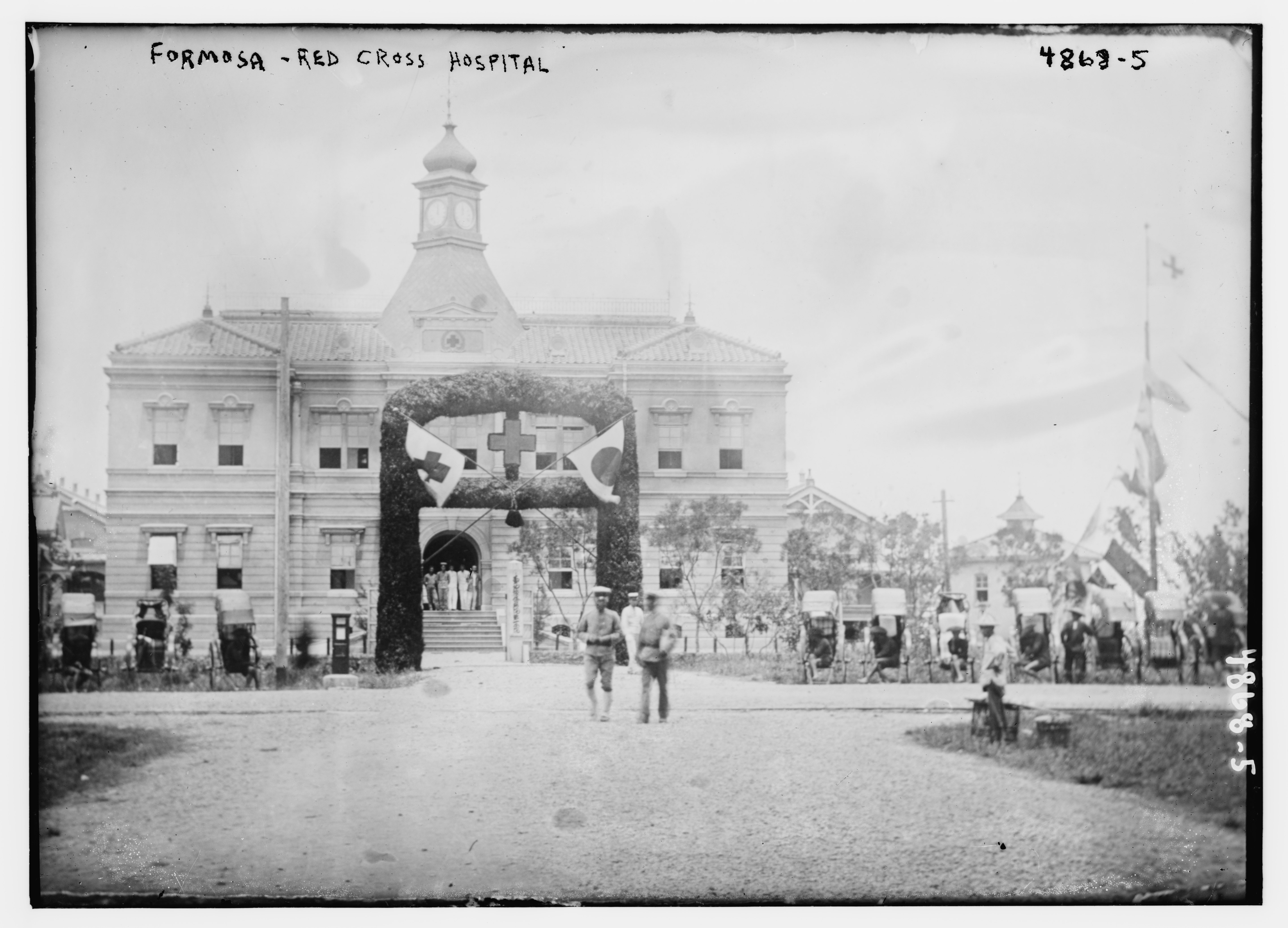
日本赤十字社台灣支部
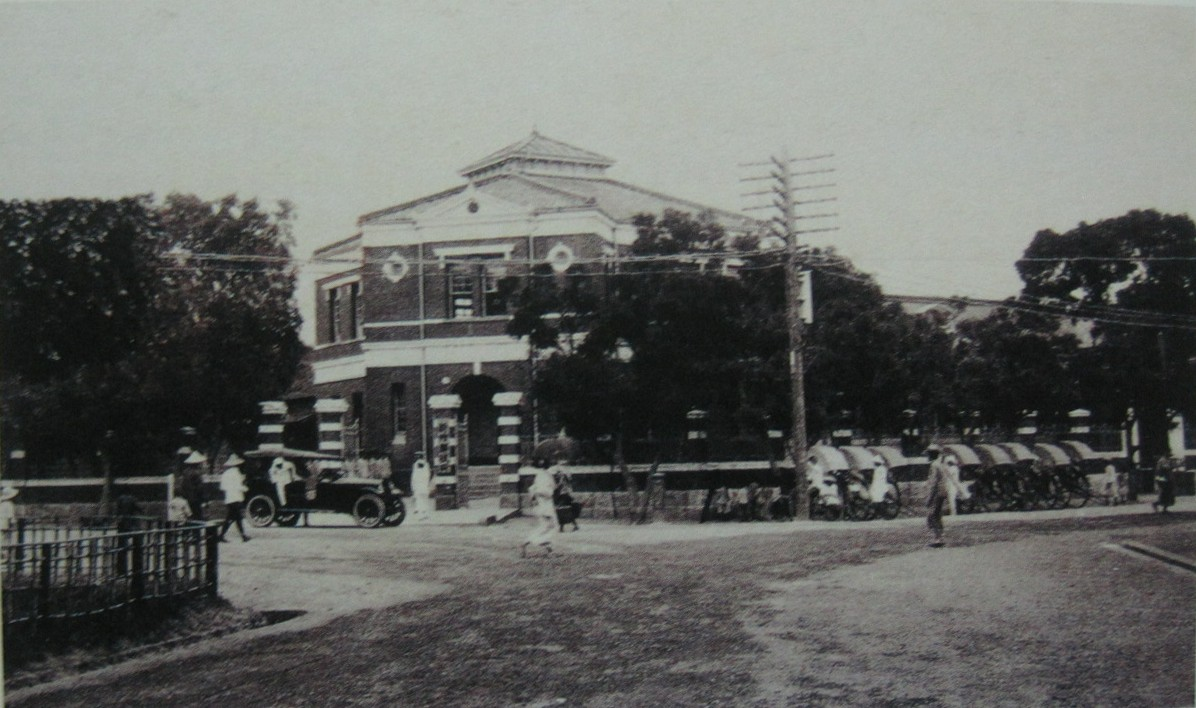
新竹廳廳舍
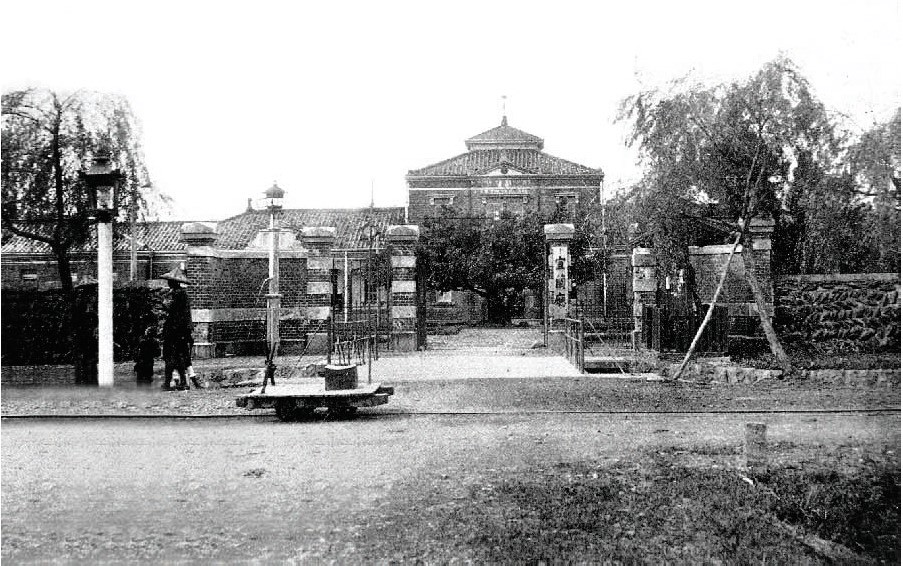
宜蘭廳廳舍
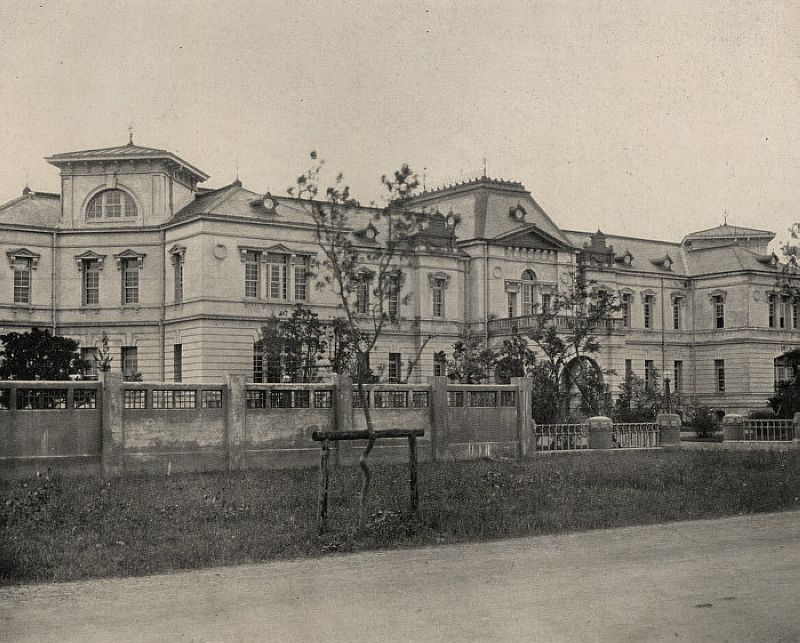
臺灣總督府中央研究所